# Симеон Дени Поасон
Симеон Дени Поасон (на френски: Siméon Denis Poisson) е френски учен, математик, геометър и физик, един от основоположниците на математическата физика. Член на Френската академия на науките (1818) и Кралската шведска академия на науките(1823).

## Биография
Роден е на 21 юни 1781 година в Питивие, Франция, син на войник. Още от малък проявява математически талант. През 1798 постъпва в Екол политекник в Париж, където слуша лекциите на големия френски математик Жозеф Луи Лагранж. Две години по-късно той отпечатва два научни доклада върху метод за изключване и върху броя на интегралите в определени диференциални уравнения. И двамата рецензенти препоръчват отпечатването, което било невиждана чест за младия 18-годишен студент. Този успех му позволява да влезе в научните кръгове. Лагранж, който признава по-рано неговия талант, става негов приятел. Поасон тръгва по стъпките на Пиер-Симон Лаплас, който го наблюдавал като свой син.
След като завършва през 1802 Поасон става извънреден професор в Екол политекник, където чете лекции по математика и физика. През 1806 става редовен професор на мястото на Жозеф Фурие, когото Наполеон изпраща в Гренобъл. През 1808 Поасон става астроном и когато през 1809 година е създаден Факултетът по природни науки, той е избран за професор по приложна механика.
През 1817 Поасон се оженва за Нанси де Барди, от която има четири деца. По време на революцията, империята и реставрацията, Поасон не се интересува от политика, концентрирайки се изцяло върху математиката. През 1837 става пер на Франция.
Умира на 25 април 1840 година в Со, предградие на Париж, на 58-годишна възраст.

## Научна дейност
Научната продуктивност на Поасон е огромна: публикувал е над 300 работи в областта на чистата математика, математическата физика и приложната математика. Според Франсоа Араго той твърдял, че "животът е подходящ само за две неща: математика и преподаването ѝ".
Поасон подобрява методите за прилагане на теорията на вероятностите изобщо и по-специално на статистиката, доказва като теорема закона за големите числа (закон на Поасон), като първи въвежда термина „закон за големите числа“.
Едни от първите успешни описания и карти на магнитното поле са създадени през 1824 от Поасон. Той предполага, че магнетизмът се дължи на „магнитни заряди“, които могат да се привличат или отблъскват. Този модел е напълно аналогичен на съвременния модел от електростатиката, според който електричното поле се създава от положителни и отрицателни електрически заряди.